# Julien Delgard
Julien Delgard est un joueur français de volley-ball né le 2 mars 1988. Il mesure 1,90 m et joue central ou réceptionneur-attaquant.

## Clubs
| Club              | Pays    | De        | À         |
| ----------------- | ------- | --------- | --------- |
| Tours Volley-Ball | France* | 2006-2007 | 2008-2009 |
| VBC Saint-Leu     | France* | 2009-2010 |           |